# Ferrovia Albano-Nettuno
La ferrovia Roma-Nettuno è una linea ferroviaria del Lazio, dal 1927 in esercizio solo fra Campoleone e Nettuno.
È gestita da RFI. Il servizio passeggeri, nella tratta in esercizio, è svolto da Trenitalia nell'ambito della FL8 (FL8), secondo la relazione Roma Termini-Campoleone-Nettuno che è fra le linee più frequentate e spesso sovraffollate tanto che si parla spesso di progetti di raddoppio di binari per consentire una maggiore frequenza dei convogli. La linea conta su una ventina di corse feriali, mentre nei giorni festivi il servizio è dimezzato.

## Storia
Nel 1881 venne firmato un decreto reale per la costruzione di una ferrovia che unisse Nettuno a Cecchina ed Albano Laziale. I lavori iniziarono sollecitamente tanto che il 23 marzo 1884 la linea venne inaugurata.
La nuova linea a Cecchina incrociava la linea Roma-Velletri e in tal modo da Roma era possibile giungere sia a Nettuno e sia ad Albano Laziale con un trasbordo a Cecchina, ma poiché i tempi di percorrenza risultavano piuttosto lunghi, per ovviare alla scomodità di un tale collegamento, si progettò una ferrovia che raggiungesse direttamente Albano Laziale.
La ferrovia Roma-Albano, costruita nel 1889 rappresenta una delle tre linee che collegano i Castelli Romani alla Capitale. La linea era di proprietà delle Ferrovie Secondarie Romane, che ne concesse l'esercizio inizialmente alla Società Veneta, e dal 1º novembre 1891 alla Rete Mediterranea.
Nel 1905, con la statizzazione delle ferrovie, l'esercizio passò provvisoriamente all'amministrazione autonoma delle Ferrovie dello Stato, cessando il 1º aprile 1908 con il ritorno della linea alle FSR che la gestirono direttamente; il 1º gennaio 1918 la linea passò definitivamente alle FS.
| Tratto                           | Attivazione    | Attivazione  |
| -------------------------------- | -------------- | ------------ |
| Albano Laziale-Cecchina          | 26 marzo 1884  | [ 1 ]        |
| Cecchina-Nettuno                 | 26 marzo 1884  | [ 1 ]        |
| Anzio Colonia-Nettuno (variante) | 1934           | [ 1 ]        |
| Tratto                           | Soppressione   | Soppressione |
| Albano Laziale-Campoleone        | 16 giugno 1938 | [ 3 ]        |
| Manuale                          |                |              |

Il 16 luglio 1920 con l'inaugurazione del primo tratto fino a Campoleone della direttissima Roma-Napoli l'area della nuova stazione di Campoleone venne ad intersecarsi con l'esistente linea fra Roma, Albano e Nettuno, fatto che determinò l'instradamento nettamente più veloce dei treni per Anzio e Nettuno attraverso la nuova linea e da questo momento la ferrovia Roma-Nettuno ebbe una storia separata dalla Roma-Albano Laziale.
Persa ormai ogni importanza, la tratta da Albano a Campoleone venne relegata a semplice collegamento locale, non generando alcun traffico significativo considerando che l'unica stazione su questa tratta, Cecchina, era collegata a Roma direttamente attraverso la ferrovia Roma-Velletri e il 31 ottobre 1927 venne soppresso il tratto Albano Cecchina, mentre nel 1935 venne sospesa la tratta Cecchina-Campoleone e il 25 settembre 1938 la tratta fra Campoleone e Albano Laziale venne chiusa definitivamente al traffico.
Nel 1934 fu attivata una variante di tracciato comprendente le due nuove stazioni ferroviarie di Anzio e Nettuno.
Il 21 agosto 1935 l'intera linea venne elettrificata consentendo, grazie alla trazione elettrica, collegamenti più veloci.
Nel 1940, in seguito alla creazione del comune di Nettunia, le stazioni di Nettuno, Anzio e Anzio Colonia presero rispettivamente i nomi di "Nettunia", "Nettunia Porto" e "Nettunia Colonia"; nel 1946, un anno dopo la fine dell'unione, le stazioni ripresero la loro denominazione di origine.
Il 18 luglio 1940 su questa linea vennero realizzati i primi collegamenti in Italia con treni navetta aventi una composizione bloccata, con locomotori E.626 con dieci carrozze.
Durante la seconda guerra mondiale, essendo stata pesantemente dannneggiata, la linea venne sospesa il 10 settembre 1943 quando già il servizio era ormai notevolmente ridotto. Dopo che erano stati rapidamente riparati i danni causati dalla guerra, la linea riprese a funzionare dal settembre 1944, ma causa interruzione ancora esistente nei pressi della stazione di Pomezia, nella tratta fra Roma e Campoleone della direttissima Roma-Napoli, venne temporaneamente riattivata la tratta Cecchina-Campoleone per consentire l'instradamento dei convogli da Roma a Nettuno e da Roma a Formia. Il 1º ottobre 1946, essendo stati riparati i danni sulla direttissima fra Roma e Campoleone, i convogli tornarono a utilizzare il normale itinerario e la tratta Cecchina-Campoleone venne definitivamente chiusa al traffico.
Nel 1949 venne attivata la nuova fermata di Villa Claudia, seguita il 1º luglio 1950 dall'attivazione delle fermata di Lido di Lavinio.
Il 17 ottobre 1999 venne attivato l'impianto di Marechiaro, dapprima come semplice fermata e successivamente, con l'attivazione del binario di raddoppio avvenuta il 28 novembre, trasformata in stazione.

## Caratteristiche
La linea, nella tratta in esercizio da Campoleone a Nettuno ha una lunghezza di 25,620 km a binario singolo, seguendo da Campoleone la progressiva chilometrica della linea da Roma. La linea è elettrificata a corrente continua a 3 kV a scartamento ordinario di 1435 mm e il suo esercizio gestito da un Dirigente Centrale che ha sede a Roma.

### Percorso
| Continuation backward |

| Unknown route-map component "KBHFxe" |

| Unknown route-map component "CONTgq" | Unknown route-map component "xKRZo" | Unknown route-map component "STR+r" |

|  | Unknown route-map component "exBHF" | Station on track |

|  | Unknown route-map component "exKRWg+l" | Unknown route-map component "eKRWgr" |

|  |  | Unknown route-map component "exSTR" | One way leftward | Unknown route-map component "CONTfq" |

| Unknown route-map component "CONTgq" | Unknown route-map component "STR+r" | Unknown route-map component "exSTR" |  |  |

| Station on track | Unknown route-map component "exSTR" |  |

| Unknown route-map component "eABZgl" | Unknown route-map component "exABZgr" |  |

| Unknown route-map component "kkABZ2l" | Unknown route-map component "xKRZu+k3" | Unknown route-map component "CONTfq" |

| Unknown route-map component "xkABZg+4" |

| Station on track |

| Unknown route-map component "exKINTa" | Straight track |  |

| Unknown route-map component "exKINTaq" | Unknown route-map component "exABZg+r" | Straight track |  |  |

| Unknown route-map component "exKRWl" | Unknown route-map component "eKRWg+r" |  |

| Station on track |

| Unknown route-map component "exKINTaq" | Unknown route-map component "eABZg+r" |  |

| Station on track |

| Stop on track |

| Stop on track |

| Station on track |

| Stop on track |

|  | Unknown route-map component "xKRWgl" | Unknown route-map component "KRW+r" |

|  | Unknown route-map component "exABZg+l" | Unknown route-map component "eABZg+r" |

| Unknown route-map component "exKINTaq" | Unknown route-map component "exABZgr" | Straight track |

|  | Unknown route-map component "exBHF" | Unknown route-map component "HSTeBHF" |

|  | Unknown route-map component "exSTR" | Unknown route-map component "tSTRa" |

|  | Unknown route-map component "exSTR" | Unknown route-map component "tSTRe" |

|  | Unknown route-map component "exKBHFe" | End station |

La linea da Campoleone raggiunge la stazione di Aprilia, in origine denominata Carroceto, ma che assunse la denominazione definitiva nel 1936 in seguito alla fondazione dell'omonima città durante le bonifiche dell'Agro Romano.
Proseguendo la linea raggiunge la stazione di Campo di Carne, inaugurata a metà degli anni trenta; alla stazione negli anni sessanta vennero raccordate la vetreria AVIR e l'industria di traversine ferroviarie Vianini e venne creato uno scalo merci con quattro tronchini. Verso la vetreria della AVIR per molti anni sono giunti convogli merci carichi di sabbia e sono ripartiti convogli con il prodotto finito (vetro); attraverso il raccordo con la Vianini, che correva, per un paio di chilometri, affiancato alla linea verso Aprilia prima di raggiungere l'industria, sono transitati numerosissimi convogli carichi di traversine ferroviarie in cemento che hanno raggiunto ogni parte d'Italia. Il traffico merci è andato avanti fino al primo decennio del XXI secolo, quando il raccordo con la AVIR è stato dismesso, mentre è ancora esistente, ma ormai inutilizzato da molti anni il raccordo con la Vianini. Con la cessazione del traffico merci, anche la stazione ha subito un ridimensionamento con l'eliminazione di tutti i binari ad eccezione dei due passanti destinati al servizio viaggiatori.
La linea proseguendo raggiunge la stazione di Padiglione, che in origine era una fermata sul luogo di una casa cantoniera che venne realizzata a partire dalla metà degli anni trenta. La stazione nuova venne costruita negli anni cinquanta a servizio dello stabilimento della Colgate-Palmolive al quale era direttamente collegata tramite un raccordo. Il traffico merci è andato avanti fino al primo decennio del XXI secolo, quando il raccordo è stato dismesso. Con la fine del traffico merci anche la stazione ha subito un ridimensionamento con l'eliminazione di alcuni tronchini, e dono stati lasciati solo i due binari passanti destinati al servizio viaggiatori.
La linea raggiunge poi la fermata di Lido di Lavinio, posta all'altezza di un passaggio a livello al servizio della omonima località, frazione del comune di Anzio. Anche la successiva fermata di Villa Claudia, al servizio della località di Villa Claudia, altra frazione del comune di Anzio si trova all'altezza di un passaggio a livello e proseguendo, prima di raggiungere Anzio la linea attraversa la Stazione di Marechiaro, e la fermata di Anzio Colonia, attivata il 23 luglio 1923 nei pressi di una colonia marina per bambini. 

Mappa dei tracciati ferroviari di Anzio e Nettuno

Originariamente la linea proveniente da Campoleone entrava ad Anzio lambendo il litorale per giungere fino a Piazza Pollastrini dove era ubicata la vecchia stazione e proseguiva sul litorale verso Nettuno mentre in direzione del porto partiva un raccordo che giungeva sul molo. La vecchia stazione di Nettuno era ubicata tra l'attuale viale della Vittoria e via Pietro Talenti, non distante dal Forte San Gallo e dal litorale della cittadina. In seguito alla forte espansione edilizia che ha caratterizzato nel corso degli anni venti i centri di Anzio e Nettuno, che veniva però penalizzata dalla presenza della ferrovia a raso lungo il litorale il 21 giugno 1925 ebbero inizio i lavori per creare una variante della linea più a monte evitando passaggi a livelli e furono anche costruite le nuove stazioni di Anzio e Nettuno, quest'ultima costruita di tipo passante anziché di testa, in quanto il progetto, mai realizzato era quello di prolungare la linea verso Terracina; del progetto di prolungamento della linea restano ancora i binari passanti che proseguono oltre la stazione di Nettuno per alcune di centinaia di metri prima di arrestarsi. La nuova variante aveva origine dalla progressiva chilometrica 54+924 ossia 467 metri dopo la fermata di Anzio Colonia. L'inaugurazione della nuova variante avvenne il 18 giugno 1934. Non rimane più alcuna traccia visibile del vecchio tracciato della linea, cancellato dall'urbanizzazione e dallo sviluppo della rete stradale. Ancora esistente il fabbricato viaggiatori dell’ex-stazione di Nettuno, mentre è stato demolito quello di Anzio.
Con l'inaugurazione della nuova variante, la vecchia linea venne abbandonata salvo un tratto che venne utilizzato come raccordo verso il porto, che aveva origine dallo scalo merci della nuova stazione di Anzio per poi riallacciarsi alla vecchia linea e portarsi sul molo. Un ramo del raccordo proseguiva verso Piazza Pollastrini per raggiungere la vecchia stazione il cui piazzale restò in funzione come scalo merci per il porto fino alla seconda guerra mondiale. Il raccordo per il porto misurava circa 2+730 metri; inizialmente il binario sul molo era unico, poi dopo la guerra venne creato un secondo binario tronco collegato al binario di arrivo con uno scambio. Le merci erano costituite soprattutto da prodotti ittici in partenza dal porto. Dalla metà degli anni sessanta il raccordo, che inizialmente correva in sede propria protetta, a seguito del forte incremento edilizio, finì per essere quasi tutto su sede stradale iniziando a creare problemi di interferenza con il traffico stradale. La graduale diminuzione dell'importanza del porto di Anzio comportò, agli inizi degli anni settanta, una contrazione del traffico merci che era sempre gestito dalla stazione di Anzio; il 3 novembre 1975 fu l'ultimo giorno di funzionamento del raccordo portuale che venne poi abbandonato e smantellato. Del raccordo con il porto è visibile solo qualche rotaia nei primissimi metri del percorso in uscita dalla stazione di Anzio.